# 蒂托·奥凯洛
蒂托·卢图瓦·奥凯洛（1914年—1996年6月3日），乌干达军事家、政治家，坦桑尼亚军队与流亡的乌干达军人合作推翻伊迪·阿明时的一名指挥官，1980年至1985年期间担任乌干达国家军队司令。1985年，他与巴西利奥·奥拉拉-奥凯洛发动军事政变，推翻米尔顿·奥博特，成为总统。6个月后，他被现任总统约韦里·穆塞韦尼领导的全国抵抗军推翻。